# Museo de Escultura al Aire Libre (Bargas)
El Museo de Escultura al Aire Libre, en Bargas, provincia de Toledo (España), se trata de una ruta museística situada al aire libre que recorre la localidad. Está conformada exclusivamente por esculturas. Algunas de ellas se encuentran en el interior de edificios públicos. El proyecto fue aprobado por el Ayuntamiento de Bargas entre 2005 y 2010, en el recorrido se incluyen obras ya existentes anteriormente (1998-2010). 
En el recorrido se encuentran en su mayoría esculturas contemporáneas. Se realizaron aprovechando el desarrollo urbanístico de la localidad en las últimas décadas.
La dirección corre a cargo del Ayuntamiento de Bargas, como proyecto público.

## Historia
Esta colección de esculturas fue recopilada entre 2005 y 2010 gracias al certamen municipal conocido como EXCULTURAL, del cual se sumaron aquellas realizadas en estos concursos. Las esculturas, en su mayoría, están relacionadas con el marco cultural de la localidad. La exposición es permanente y puede ser visitada en cualquier momento (a excepción de aquellas obras que se encuentren en espacios interiores públicos).

## Colección
La colección se conforma de esculturas, algunas anteriores al comienzo de los certámenes y otras se han ido sumando conforme se realizaban. Dejaron de añadirse a partir de 2010. Las esculturas se ubican en espacios comunes de la localidad, como es el caso de “La rectitud de las cosas”, por Gustavo Torner en la Plaza de la Constitución (Bargas). También encontramos esculturas en el interior de edificios como es la Casa Consistorial (Bargas), donde se ubica “Peñuelas” de Paloma de Cesáreo Hernández. La mayoría de la colección consiste aquellas esculturas presentadas en el certamen EXCULTURAL.

#### Homenaje a Alberto Sánchez
Realizada por Francisco Rojas, se trata de la obra más longeva de la colección, data del año 1980. Ubicada en el Parque Alberto Sánchez, se trata de un homenaje a Alberto Sánchez Pérez, pintor y escultor toledano que vivió en el exilio debido a la guerra civil española.

#### La rectitud de las cosas
Obra original de Gustavo Torner, uno de los escultores españoles más representativos del siglo XX, se trata de una réplica a la escultura ya existente del escultor, ubicada en un principio frente  al Museo de Historia de Madrid, en 1980, para después ser emplazada en el Parque de San Isidro ubicado en el barrio madrileño de Carabanchel, su emplazamiento actual. Esta réplica se encuentra en la Plaza de la Constitución (Bargas), frente al ayuntamiento de la localidad, desde 2005.

#### Mujer bargueña
Por Francisco Aparicio Sánchez, escultor toledano, en 2005. Se trata de un monumento en honor a las festividades del Santísimo Cristo de la Sala, patrón de la localidad bargueña. La mujer porta la vestimenta usual de una bargueña durante la celebración. Se halla en la Plaza de la Constitución.

#### Esto no es una escultura, esto no es un mueble
Escultura de Jorge García Martínez, es una de las obras emplazadas en el interior de la Casa Consistorial. Ganó el premio del certamen EXCULTURAL en 2007.

#### Vacíos sin llenar
Obra de Pilar Sáenz Sánchez-Dalp, ubicada en el Parque Público. Pertenece al certamen de EXCULTURAL realizado en 2007.

#### Sancho
Su escultor es Dino Barrocas Pastorini, presentado en el certamen realizado en 2007 de EXCULTURAL. Su ubicación se encuentra en el Jardín urbano.

#### Gigante o quimera
Pieza del certamen EXCULTURAL en 2007, realizada por Manuel Fuentes Lázaro, escultor toledano. Se encuentra en la Plaza de Barrio Alto.

#### Palafito
De Oscar Alvariño Belinchón, perteneciente al certamen EXCULTURAL celebrado en 2010. Se puede encontrar en la Casa Consistorial. Recibió el segundo premio.

#### Esperante
Obra de Augusto Arena, realizado para el concurso EXCULTURAL de 2010. Se ubica en la urbanización La Palma. Recibió el primer premio.

#### Peñuelas
De Paloma de Cesáreo Hernández, se ubica en el interior de la Casa Consistorial. Fue realizada en el año 2013, y es de las pocas esculturas que conforman el recorrido que no podemos encontrar en el exterior.

### Recorrido
El museo se encuentra, mayoritariamente, en el exterior. Esto permite su visita y accesibilidad en algo completamente flexible para el espectador. Algunas esculturas que alberga se encuentran en el interior de edificios públicos, por lo que serían las únicas susceptibles a los horarios de apertura de los mismos. El recorrido es libre, puede realizarse en cualquier orden. Su entrada es gratuita.